# Ngai
Ngai (llamado también Enkai, En-kai, Engai, Eng-ai, Mweai, Mwiai) es el dios supremo en las religiones monoteístas de los pueblos kamba, kikuyu y masái de Kenia. 
Según la tradición de los kikuyu, él vive en la montaña santa Kirinyaga (monte Kenia). Según la tradición de los kamba, él vive en alguna parte oculto, y nadie sabe dónde. Según la tradición de los masái, él es el dios del sol, amor y fue el creador del mundo; y en otra de sus tradiciones además está casado con Olapa (la diosa de la luna). Los sacrificios a Ngai aparecen mencionados en En un lugar de África, de Stefanie Zweig. 
- Datos: Q1758221